# بوليتيفاكت.كوم
بوليتيفاكت.كوم هو موقع ويب من نوع مدقق الحقائق أنشئ في 2007، الموقع ملك Times Publishing Company ‏، ويقع مقره الرئيسي في الولايات المتحدة.

## وصلات خارجية
- الموقع الرسمي